# نیتان فیلدر
نِـیتان فیلدر (انگلیسی: Nathan Fielder؛ زادهٔ ۱۲ مهٔ ۱۹۸۳) فیلم‌نامه‌نویس، بازیگر و کمدین یهودی اهل کانادا است. در سال ۲۰۲۳، نام او در فهرست ۱۰۰ فرد تأثیرگذار جهان در مجله تایم قرار گرفت.

از فیلم‌ها یا برنامه‌های تلویزیونی که وی در آن نقش داشته است، می‌توان به تمرین، برگری باب، سیمپسون‌ها، جانوران، ریک و مورتی، کمدی بنگ! بنگ!، شب قبل و هنرمند فاجعه اشاره کرد.